# لين ووكر
لين ووكر (بالإنجليزية: Len Walker)‏ (4 مارس 1944 بدارلينغتون في المملكة المتحدة - ) هو مدرب كرة قدم ولاعب كرة قدم بريطاني في مركز الدفاع. لعب مع نادي ميدلزبره ونيوكاسل يونايتد ونادي ألدرشوت ودارلينجتون إف سى.

## وصلات خارجية
- لين ووكر على موقع Soccerbase.com (مدرب) (الإنجليزية)